# Harponville
Harponville é uma comuna francesa na região administrativa de Altos da França, no departamento de Somme. Estende-se por uma área de 2,75 km². Em 2010 a comuna tinha 175 habitantes (densidade: 63,6 hab./km²).